# گوآپی
گوآپی (به اسپانیایی: Guapi, Cauca) یک سکونتگاه مسکونی در کلمبیا است که در بخش کائوکا واقع شده‌است.